# Groupement agricole d'exploitation en commun
Pour les articles homonymes, voir Groupement.
Le groupement agricole d’exploitation en commun, communément appelé GAEC est, en France, « une forme de société civile agricole d’un type particulier ». Ce sont des sociétés civiles de personnes.
Ce groupement est principalement régi par les articles L 323-1 et suivant du Code rural et de la pêche maritime. Il a été conçu à l'origine pour permettre l'exercice en commun de l'agriculture « dans des conditions comparables à celles existant dans les exploitations de caractère familial ». Le principe de cette société est que les associés sont ensemble pour travailler et vendre la production commune.

## Histoire
La loi du 8 août 1962 dite « loi GAEC » permet ce type de société civile nouvelle.
En 1965, pour enrayer l’exode rural, l’association vosgienne d’économie montagnarde, favorise le projet de quatre agriculteurs de la commune du Haut du Tôt qui créent le premier Groupement agricole d'exploitation en commun.

## Cadre législatif et réglementaire
Pour favoriser la constitution des GAEC, le législateur a donné plusieurs avantages, en contrepartie desquels il a imposé des contraintes de fonctionnement. Les GAECs sont régis par le Code rural et de la pêche maritime (articles L323-1 et suivants, R323-1 et suivants ; règles spécifiques au GAEC), et par les articles 1845 et suivants du Code civil (règles sur les sociétés civiles).
Dès le premier article consacré à cette forme de société les contraintes émergent (L 323-1 du Code rural : « le GAEC est une société constituée entre personnes physiques majeures ») il est interdit aux mineurs et aux personnes morales. Il ne pouvait pas être constitué par deux époux ou personnes vivant maritalement ou pacsés avant la loi de modernisation de l'agriculture du 27 juillet 2010 (dite loi LMA) (article L.31 de loi). « L’exercice de travaux d’entreprise agricole est formellement interdit en GAEC, comme dans toute société civile agricole d’ailleurs ».
Autre contrainte, le GAEC ne peut comprendre que 10 associés au maximum, car il vise à créer les conditions d'une exploitation familiale. Les associés, en créant le GAEC, mettent en commun la totalité ou une partie seulement de leurs moyens de production, tous de la même façon. Un GAEC peut donc être total ou partiel.
- Si le GAEC est « partiel », dans ce cas-là les associés ont une obligation de non-concurrence, c'est-à-dire qu'ils ne peuvent pas se livrer à l'extérieur du groupement à une activité agricole de même nature que le GAEC.
- Si le GAEC est « total », les associés ont une obligation d'exclusivité c'est-à-dire qu'ils ne peuvent exercer une activité agricole qu'au sein du GAEC. La loi LMA du 27 juillet 2010 a précisé les règles en matière de pluriactivité pour les associés qui souhaitent exercer une activité extérieure au groupement.

La constitution du GAEC est subordonnée à l'accomplissement de toutes les formalités habituelles des sociétés : rédaction des statuts, immatriculation au Registre du commerce et des sociétés, publicité dans un journal d'annonces légales. En outre, la constitution du GAEC est subordonnée à l'obtention d'un agrément délivré par le Préfet de département (du siège social de l’exploitation demandeuse). Cet agrément permet d’obtenir la personnalité morale, permet l'immatriculation au registre du commerce et des sociétés, après vérification que le GAEC organise l'exploitation comme une exploitation familiale. En l'absence d'agrément la société sera une « Société civile d'exploitation agricole ». Le préfet peut solliciter un avis de la formation spécialisée de la Commission départementale d'orientation agricole (CDOA) pour fonder sa décision d’accord ou de refus d’agrément. Après la date de réception d'une demande de création de GAEC, l’administration dispose d’un délai de trois mois pour faire connaître sa décision et « le silence gardé par l’administration pendant ce délai vaut décision de rejet de la demande ».
En 1985 le législateur permet de créer une EARL entre époux pour constituer une société agricole, mais sans avoir les mêmes droits qu’en Gaec. Depuis 2012, des conjoints (mariés, pacsés ou concubins) peuvent créer un Gaec à deux (même s'ils sont les seuls associés).  
Depuis l'arrêt du Conseil d'État du 19 novembre 2003 et celui du 13 mars 2006, l'agrément peut aussi être refusé s'il y a une trop grande distance entre les différents biens à exploiter. L'agrément se justifie par l'existence d'une transparence (économique, fiscale…).

## Capital social
Il est composé d'apports en numéraire ou en nature (biens immeubles ou meubles, qui doivent alors « faire l’objet d’une évaluation détaillée »), les apports en industrie sont possibles mais ne concourent pas à la formation du capital social. Le capital social est librement fixé par les statuts mais avec un minimum fixé à 1 500 €.
L'apport donne droit à des parts sociales.

## Fonctionnement
Les associés, comme dans toute société, ont des droits et des obligations. Dans un GAEC, ils ont l'obligation de participer effectivement au travail en commun. Une dispense de travail peut être attribuée temporairement, par décision collective, pour des motifs fixés par décret.
Le GAEC est autorisé à vendre le fruit du travail des associés. En contrepartie de ce travail, les associés perçoivent une rémunération fixée entre 1 et 6 fois le SMIC.
En principe, la répartition des droits de vote et droits aux bénéfices entre les associés est libre, la plupart du temps les statuts prévoient un partage égalitaire.
La mise en GAEC crée une transparence (L 323-13) ; le fait de créer un GAEC n'empêche pas ceux qui sont considérés comme chef d'exploitation, et leur famille, de bénéficier des éventuels avantages économiques et fiscaux. Les associés d'un GAEC peuvent donc revendiquer le même statut que s'ils n'étaient pas en GAEC, et notamment si on réunit deux exploitations agricoles pour créer le GAEC, en droit des sociétés il n'y aurait qu'un chef d'exploitation, et en droit rural il y aurait deux chefs d'exploitation. Cette transparence n'est accordée qu'à ceux qui exploitent de manière familiale.

### Responsabilité des associés
La responsabilité des associés de GAEC est limitée à deux fois leur participation dans le capital social.
Le gérant est désigné ou non par les statuts. C'est forcément un des associés. Les conditions de révocation et la durée des fonctions sont déterminés par les statuts. Pour le reste le gérant agit comme dans toute société civile (actes nécessaires à la société…).

## Activités extraagricoles
Une production d'énergie photovoltaïque ou éolienne sur des terres agricoles est possible avec certaines limites, cadrées par la législation 
- Un GAEC peut réaliser des activités de nature commerciale dans une certaine limite (ex en 2012 : double limite (articles 75 et 75 A du Code général des impôts) soit de 50 000 € et 30 % du montant des recettes agricoles, soit de 100 000 € et 50 % du montant des recettes agricoles pour les activités de production d’énergie d’origine photovoltaïque ou éolienne.
- les associés peuvent, avec accord prélable des autres membres et de l’autorité administrative, être pluriactifs avec une limite d'heures annuelles (536 h/an au max en 2012)[5].

### Comptabilité
Les statuts types du GAEC imposent une comptabilité tenue, selon les règles du plan comptable.

### Les changements
Comme dans toute « société civile », les parts ne sont pas librement négociables donc la cession à des tiers est en principe soumise à agrément sauf s'il s'agit du conjoint, idem pour ascendants et descendants sauf restrictions statutaires. Au décès les parts sont transmises sauf restrictions statutaires. En vertu de l'article L 323-4 du Code rural et de la pêche maritime, un associé peut se retirer pour un motif grave et légitime et les statuts peuvent prévoir une clause d'exclusion.
Le GAEC prend fin pour les mêmes raisons que toute société civile, mais aussi souvent pour être transformé en une société moins contraignante parce que les conditions de création du GAEC ne peuvent plus être respectées. Ce changement aura souvent lieu au profit de l'Exploitation agricole à responsabilité limitée.

## Régime fiscal
Tout GAEC est imposé à l’impôt sur le revenu (IR) de plein droit, conformément aux règles des bénéfices agricoles ; au forfait s’il ne dépasse pas les seuils prévus (ex si la moyenne des recettes du groupement n’excède pas 152 600 € pour un couple en 2012), ou au bénéfice réel (cf. Article 71 du Code général des impôts). Le GAEC est la seule société agricole pouvant bénéficier du forfait.
Il peut aussi opter pour l’impôt sur les sociétés (IS) si tous les membres du groupement le décident (décision à caractère irrévocable).

## Sécurité sociale
Le régime de protection sociale des associés de GAEC est celui des exploitants agricoles ; ils cotisent à la Mutualité sociale agricole (MSA). Ils sont donc des travailleurs non-salariés.

## Prospective et perspectives
La réforme de la politique agricole commune (PAC 2014-2020) et la loi d'avenir pour l'agriculture, l'alimentation et la forêt pourraient donner un nouvel essor aux GAEC.